# 埃爾佩尼翁 (巴拉奧納省)
18°18′0″N 71°11′24″W / 18.30000°N 71.19000°W
埃爾佩尼翁（西班牙語：El Peñón），是多明尼加共和國的城鎮，位於該國西南部，由巴拉奧納省負責管轄，面積204.12平方公里，2012年人口3,589，人口密度每平方公里18人。